# Pedro Juan Moreno (piloto)
Pedro Juan Moreno Restrepo (Medellín, Antioquia, Colombia, 3 de agosto de 2007) es un piloto de automovilismo colombiano. Ha competido en karting, en la Fórmula 4 NACAM y en campeonatos de resistencia en Europa.

## Carrera deportiva

### Primeros pasos
Pedro Juan Moreno Restrepo comenzó a correr karts desde los cinco años, influenciado por su padre, Santiago Moreno, quien también fue piloto de automovilismo. Durante su infancia ganó múltiples campeonatos nacionales en categorías como Micro Max, Mini Max y Junior Max en competencias como el Campeonato Nacional Rotax Max Challenge Colombia, Rok Cup y Epcot Challenge.
En 2022 se consagró bicampeón de las Seis Horas de Bogotá en las categorías de Gran Turismo y prototipos, siendo el piloto más joven en lograrlo en Colombia.
En 2023 firmó con RAM Racing (México) como piloto principal en la Fórmula 4 NACAM, donde obtuvo 11 victorias, 14–15 podios y múltiples vueltas rápidas, asegurando el campeonato con una ronda de antelación.
Gracias a su rendimiento, fue uno de los seis seleccionados mundialmente para competir por un cupo en la Ferrari Driver Academy, representando a Latinoamérica en pruebas realizadas en Maranello, Italia, en octubre de 2023.

### Europa
En 2024 ingresó al Team Virage para competir en carreras de resistencia en Europa (Ligier European Series, clase JS P4), logrando podios en circuitos como Le Mans, Mugello, Portimão, Barcelona y Spa-Francorchamps, finalizando cuarto en la clasificación general.
Ese mismo año fue nombrado “Piloto Promesa de 2024” por la Federación Colombiana de Automovilismo Deportivo.

## Cronología destacada
| Año          | Evento relevante                                                                                |
| ------------ | ----------------------------------------------------------------------------------------------- |
| ~2012        | Inicia trayectoria en karting en Colombia.                                                      |
| 2022         | Bicampeón en Seis Horas de Bogotá (Gran Turismo y prototipos).                                  |
| 2023         | Campeón NACAM-FIA F4 con RAM Racing (11 victorias, campeón anticipado).                         |
| Octubre 2023 | Seleccionado para pruebas de Ferrari Driver Academy en Italia.                                  |
| 2024         | Piloto del Team Virage en series europeas, obtiene podios y 4.º lugar en clasificación general. |
| 2024         | Reconocimiento “Piloto Promesa” de la Federación Colombiana de Automovilismo.                   |

## Resultados

### Ligier European Series, clase JS P4
| Año     | Equipo      | CAT | CAT | LEC | LEC | LMS | SPA | SPA | MUG | MUG | POR | POR | Pos. | Puntos |
| ------- | ----------- | --- | --- | --- | --- | --- | --- | --- | --- | --- | --- | --- | ---- | ------ |
| 2024    | Team Virage | 2   | Ret | 6   | Ret | 1   | 2   | 8   | 4   | 1   | 5   | 1   | 4    | 147    |
| Fuente: |             |     |     |     |     |     |     |     |     |     |     |     |      |        |

### Campeonato NACAM de Fórmula 4
| Año  | AHR1 | AHR1 | AHR1 | QUE1 | QUE1 | QUE1 | AHR2 | AHR2 | AHR2 | AHR3 | AHR3 | AHR3 | QUE2 | QUE2 | QUE2 | PUE | PUE | PUE | AHR4 | AHR4 | AHR5 | AHR5 | AHR5 | Pos. | Puntos |
| ---- | ---- | ---- | ---- | ---- | ---- | ---- | ---- | ---- | ---- | ---- | ---- | ---- | ---- | ---- | ---- | --- | --- | --- | ---- | ---- | ---- | ---- | ---- | ---- | ------ |
| 2023 | 1    | 1    | 7    | 7    | 2    | 1    | 1    | 1    | 1    | 1    | 1    | 1    | 1    | 6    | 2    | 2   | 1   | 3   |      |      |      |      |      | 1    | 315    |